# Kościół rektoralny św. Andrzeja Apostoła w Chełmie
Kościół rektoralny Świętego Andrzeja Apostoła w Chełmie – kościół rektoralny w Chełmie należący do Franciszkanów reformatów.
Świątynia została wybudowana w stylu barokowym według projektu Pawła Antoniego Fontany, konsekrowana w 1750. Fundatorami budowli byli Andrzej Wolski i jego żona Marianna z Radzymińskich. Po kasacie klasztoru w 1864 roku kościół został ograbiony i zamieniony na cerkiew prawosławną pod wezwaniem Świętej Barbary. Po I wojnie światowej kolejno: kościół rzymskokatolicki, zbór ewangelicki, kościół klasztorny. Od 1944 kościół zwrócony reformatom. Od 4 października 2009 budowla nosi tytuł Sanktuarium Świętego Antoniego z Padwy, na mocy dekretu arcybiskupa Józefa Życińskiego. W ołtarzu głównym kopia obrazu Matki Boskiej Leżajskiej z XVIII w., a w bocznych św. Franciszka i św. Antoniego. Nad ołtarzem głównym znajduje się w oknie witraż przedstawiający św. Andrzeja Apostoła.

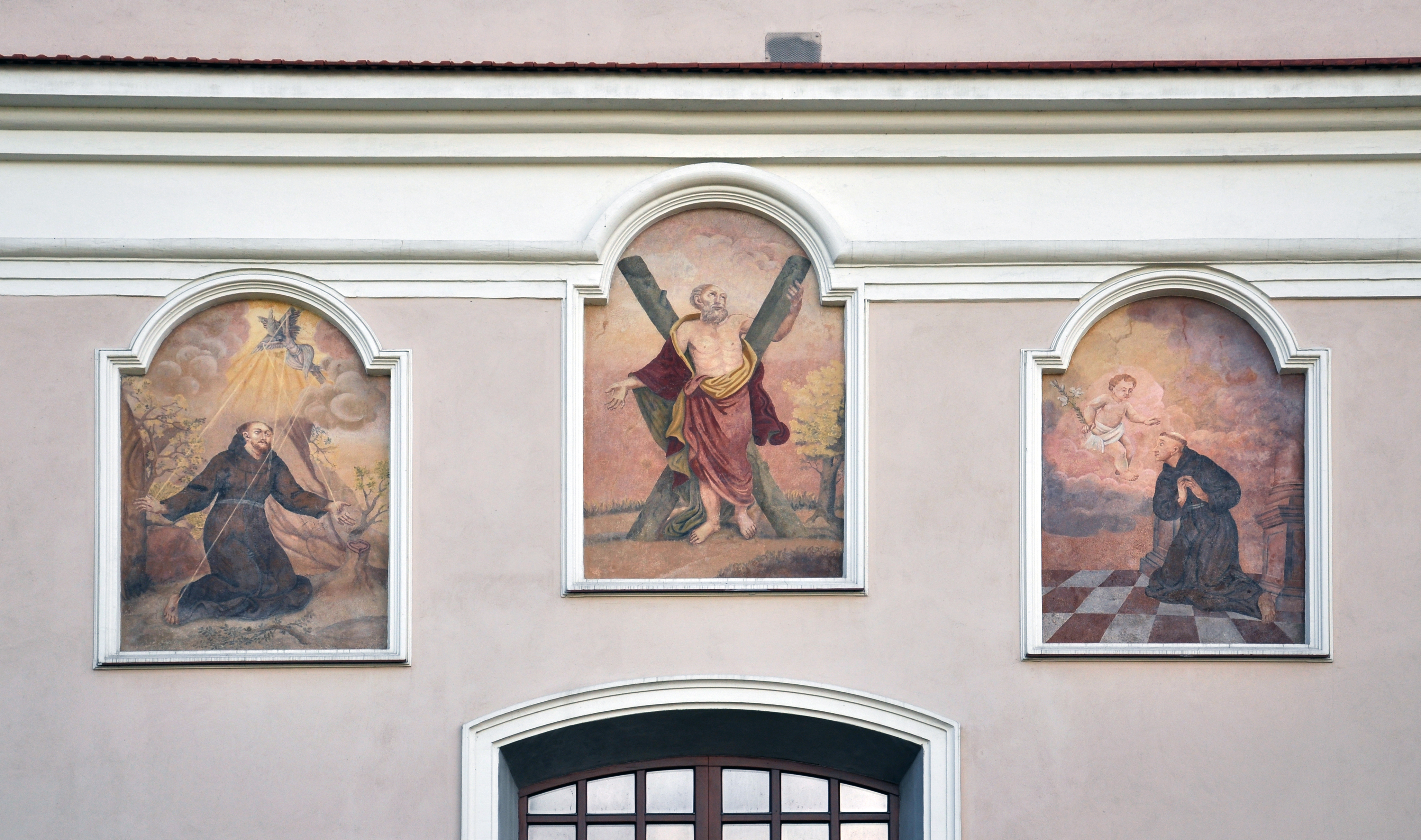
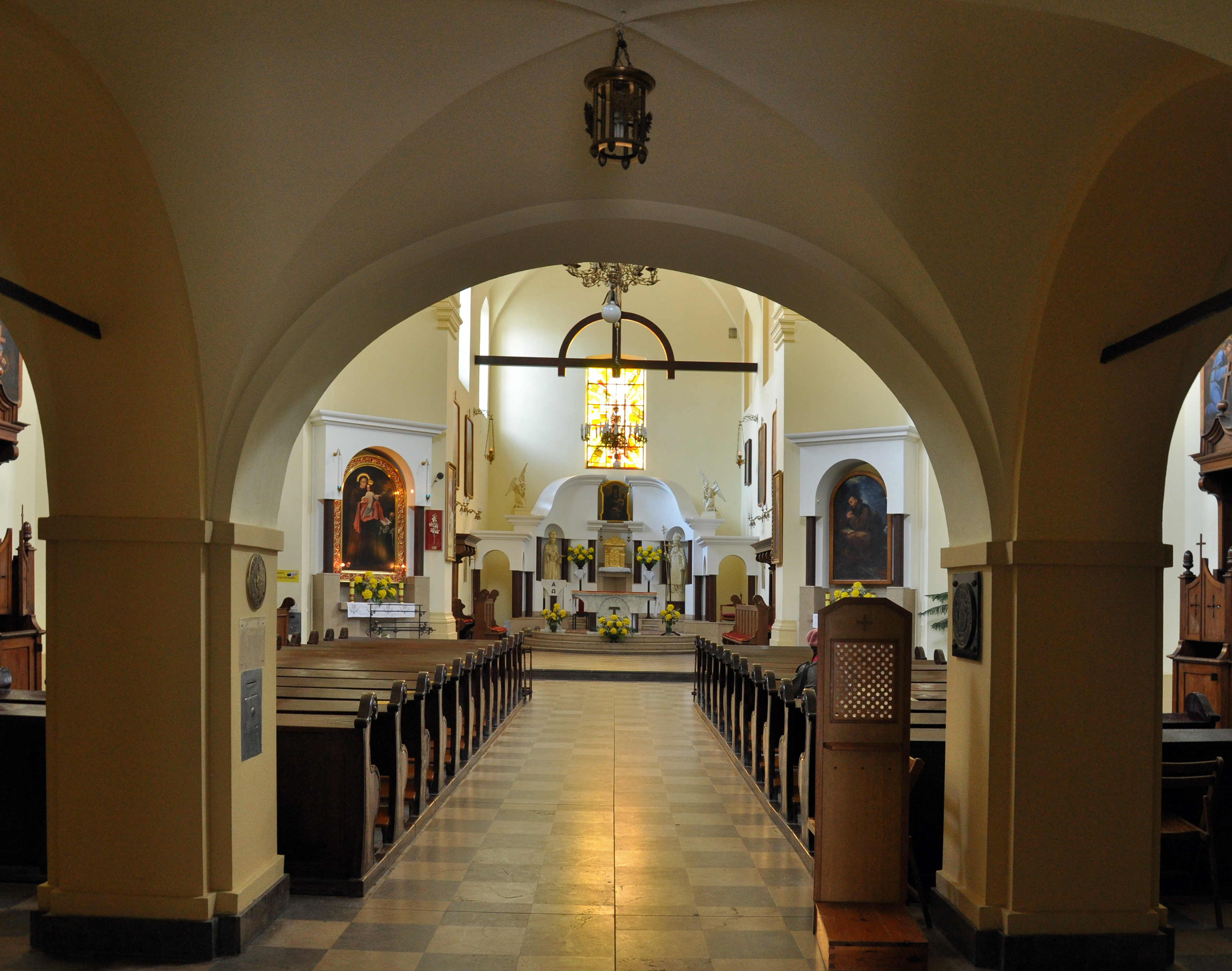
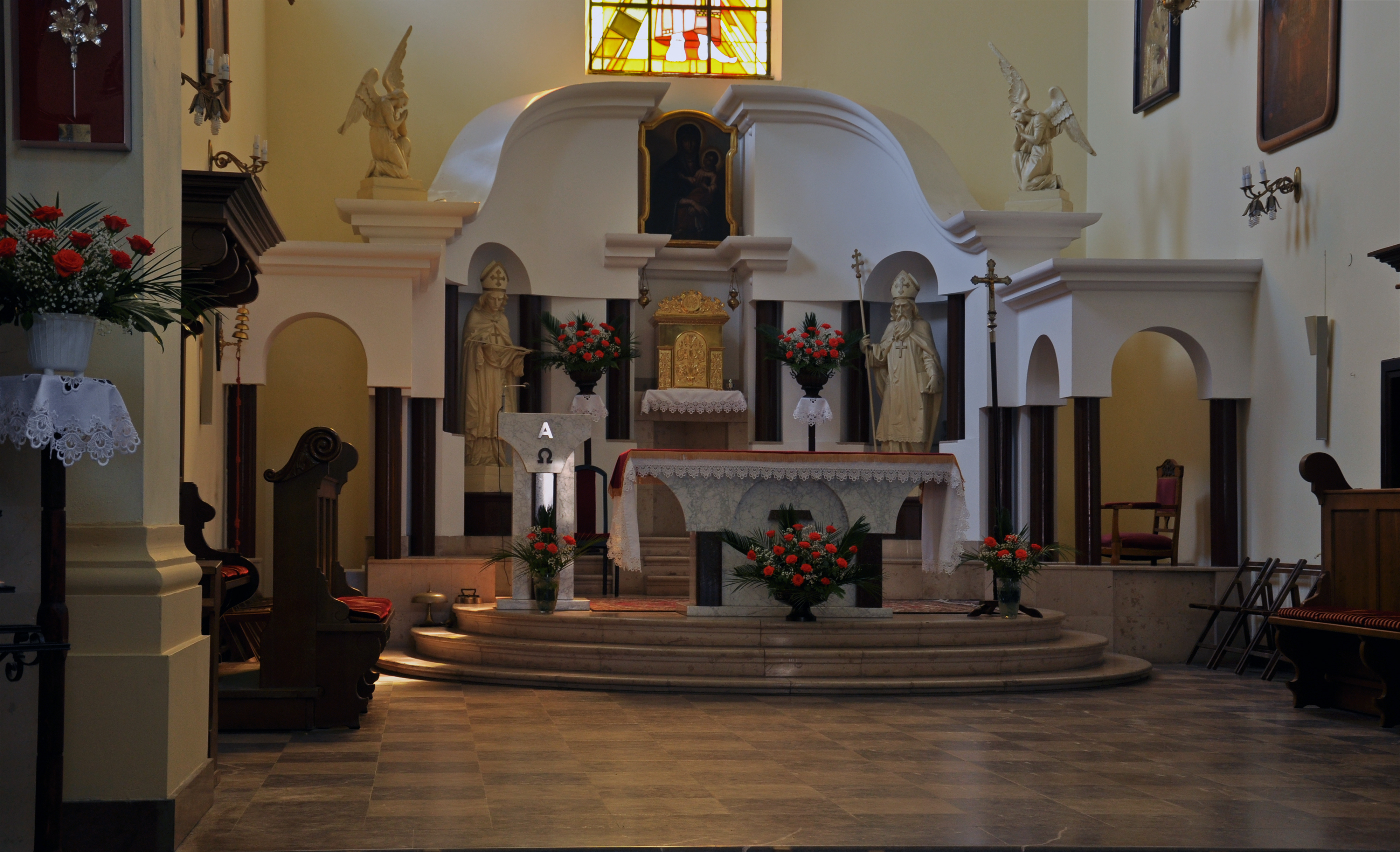